# Nubien

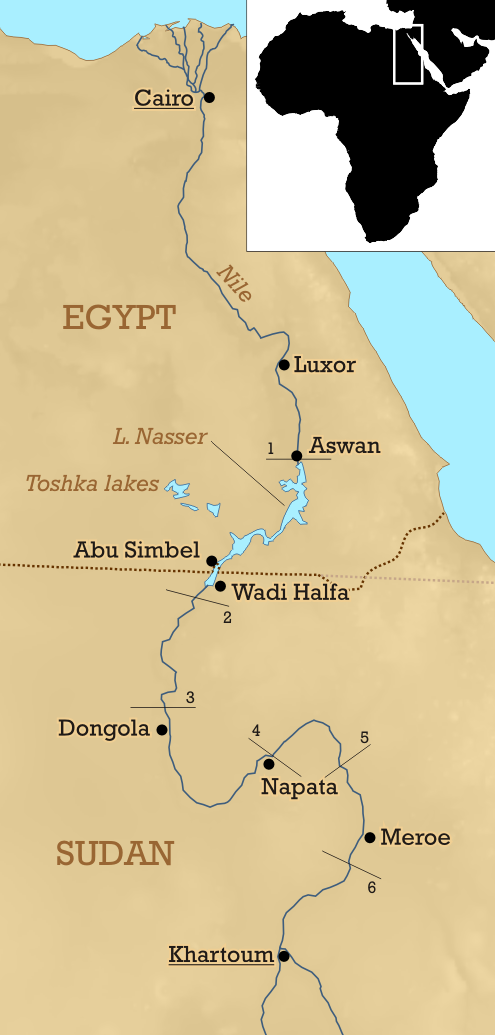
Karta över dagens Nubien.

Nubien är ett landområde kring Nilen i norra Afrika: södra Egypten och norra Sudan. En betydande del är öken (Nubiska öknen).
Nubien styrdes av en egyptisk vicekung till cirka 700 f.Kr. då kungariket Kush bildades som nubiernas rike, med Napata som huvudstad. Egypten hade periodvis nubiska/kushitiska faraoner (25:e dynastin). När Kushitiska riket föll, delades Nubien i tre kungariken: Nobatia, Makuria och Alodia. Dessa varade från omkring 300-talet till 1000-talet.

## Geografi
Nubien delades likt Egypten upp i tre större regioner som fick namn utifrån var de låg längs med Nilens lopp, Nedre Nubien låg alltså nedströms om övre Nubien då Nilen rinner norrut. Nedre Nubien låg mellan Nilens första och andra katarakter i vad som idag är Egypten. Under antiken angränsade området till antika Egypten och stridigheter förekom mellan civilisationerna med främst egyptiska räder. Mellersta Nubien låg mellan andra och tredje katarakten i dagens Sudan och övre Nubien låg söder om tredje katarakten, även det i dagens Sudan.

## Historia

### Förhistoria
Tidiga bosättningar uppstod i både övre och nedre Nubien kring 3800 f.Kr. I nedre Nubien uppstod cirka 3500 f.Kr. en kultur som kallas A-gruppkulturen medan kulturen i de bördiga områdena i övre Nubien kallas den pre-kerma kulturen. Egypterna kallade Nubien för Ta-seti eller Bågens land då nubierna ansågs vara mycket goda bågskyttar.

#### Nedre Nubien
Befolkningen i Nildalen kom troligen från vad idag är Sudan samt Saharaöknen. Kulturerna i Nubien och Egypten verkar under detta tidiga stadium haft många likheter. Under sent 4000-talet f.Kr. genomgick Nubien liksom Egypten den "neolitiska revolutionen" vilket innebar att de gick från att vara ett jägar/samlarsamhälle till att inrikta sig på odling och boskapsskötsel. Stenreliefer funna i Sabbu-Jaddi tyder på att det under denna period uppstod en nötkreatur-kult i Nubien. Megaliter funna i Nabta Playa verkar ha använts för astrologiska syften och är en av de första av sin typ då de uppfördes 2000 år innan Stonehenge. Megaliterna tyder på att den tidiga nubiska kulturen var komplex med olika nivåer av auktoritet. Cirka 3500 f.Kr. uppstod den så kallade A-gruppkulturen i nedre Nubien. A-gruppkulturen var samtida med och även genetiskt och kulturellt likt Naquada-kulturen i övre Egypten. De använde sig båda av liknande stenristningar. De bedrev handel med samhällena i övre Egypten och importerade guld, kopparverktyg, amuletter, pärlor, paletter, stenbägare samt lergods från området.
Vid 3300 f.Kr. verkar A-gruppkulturens samhällen ha gått ihop till ett enat kungadöme kring Qustul i dagens Egypten. Kungadömet fortsatte handla med övre Egypten och kan även ha spelat roll i dess enande till ett kungadöme. Detta då både kungadömet vid Qustul och Övre Egypten verkar ha använt den "vita kronan" som symbol för kunglighet.
Under predynastiska Egypten (3200–3150 f.Kr.) verkar övre Egypten ha invaderat kungadömet vid Qustul i syfte att pacificera området och säkerställa sin södra gräns. Därmed blev platsen för kungadömet den första nomen i övre Egypten. I och med invasionen verkar A-gruppkulturen sakta försvinna. Sannolikt flydde de söder- och västerut. George Reisner har föreslagit att A-gruppkulturen efterträddes av vad han kallade för B-gruppkulturen. Moderna arkeologer tror dock att denna kultur aldrig funnits och menar istället att nedre Nubien var obefolkat mellan 3000 och 2500 f.Kr. och att ättlingar till A-gruppkulturen senare återvände och slog sig ned nära sitt gamla kungadöme igen. Avfolkningen tros ha berott på den egyptiska invasionen samt att Egypten senare kom att utföra flera räder i nedre Nubien. Området verkar även ha använts av egyptierna som handelstation för handel med afrikanska samhällen vidare söderut.
Omkring 2500 f.Kr. uppstod i nedre Nubien den så kallade C-gruppkulturen (det är omdiskuterat om B-gruppkulturen någonsin existerat). C-gruppkulturen använde sig av krukmakeri som mycket liknar de krukor A-gruppkulturen tillverkat och det tros därför att de är ättlingar till A-gruppkulturen som återvänt till området. Förvärrat klimat i Sahara verkar även ha drivit nomadstammar från öknen till Nildalen och det är möjligt att det är dessa folkslag som bildat C-gruppkulturen och helt enkelt inspirerats av fynd från det tidigare kungadömet. Nubiens samhällen omnämns inte i Egyptiska källor förrän på 2300-talet f.Kr. då de omnämns i skrifter gällande en handelsexpedition som utgått från Aswan vid Egyptens södra gräns. Expeditionen återvände till Egypten med guld, rökelse, ebenholts, elfenben och exotiska djur. Handeln verkar därefter tagit fart igen vilket ökade välståndet och stabiliteten både i Egypten och i de nubiska kungadömena. Egyptierna beskriver att nedre Nubien vid denna tid bestod av flera mindre kungadömen och ett specifikt omtalat område var Medja vilket beskrevs som ett nubiskt område i vad som idag är norra Sudan. Den nubiska befolkningen där kallades Medjay och anställdes ofta som arbetare eller spejare för den egyptiska armén.
Under Egyptens mellersta rike (cirka 2040–1640 f.Kr.) började egyptierna än en gång att expandera in i nedre Nubien. Syftet var att öka kontrollen över handeln i området och få en direkt handel med övre Nubien utan mellanhänder. Egypterna etablerade en serie fästningar längs med Nilen upp till den andra katarakten. Dessa fästningar verkar ha haft en någorlunda fredlig relation till de kringliggande nubiska folken men verkar inte ha samverkat särskilt mycket med dem. Samtidigt med detta verkar en distinkt kultur som kallas pan-gravkulturen ha uppstått längs med Nilens östra strand. Denna kultur existerade samtidigt som C-gruppkulturen men särskiljde sig framförallt i sina gravsättningstraditioner och sitt krukmakeri.
Från den första mellantiden i Egypten omnämns inte Nubiens olika kungadömen längre, av okänd anledning. Medja omnämns inte och namnet på dess befolkning "Medjay" används istället för att beskriva ett nomadiskt ökenfolk. Medjayerna kom under Egyptens mellersta rike att tjäna som garnisonstrupper i de egyptiska fästningarna i Nubien samt som ett gendarmeri vars syfte var att patrullera öknarna i nedre Nubien i förhoppningen om att hindra lokalbefolkningen från att utföra räder mot egyptiska mål. Medjayerna kom även att tjäna i kriget mot Hyksosfolket i andra mellantiden och blev därefter en vital del av Egyptens armé. I Egyptens nya rike utgjorde medjayerna en paramilitär polistrupp vars syfte var att beskydda kungliga och religiösa byggnader. Ordet Medjay hade nu än en gång bytt mening och syftade nu på själva yrket polis snarare än en etnisk folkgrupp.
Under Egyptens andra mellantid erövrades området av Kerma från övre Nubien.
Under Nya rikets era erövrades nedre Nubien slutligen fullständigt av egyptierna. Egyptisk och nubisk kultur flöt samman och det är från denna period inte längre möjligt att åtskilja dem.

### Övre Nubien

#### Kerma-kulturen
Kerma-kulturen gav troligtvis upphov en av de tidigaste städerna i Nilområdet och antas ha haft sin huvudstad vid Kerma i nuvarande Sudan. De talade antingen ett kushitiskt eller ett nilo-sahariskt språk. Kerma verkar ha haft kontakt med Egypten under det gamla riket men efter att farao Nyuserre befann sig i området cirka 2500 f.Kr. omnämns inte kungadömet. Strax efter denna period började C-gruppkulturen sprida sig in i nedre Nubien och det är möjligt att de kom från Kermaområdet och var dess bundsförvanter. Vid millennieskiftet 2000 f.Kr. var Kerma centrum för ett stort kungadöme och sannolikt det första kungadömet i subsahariska Afrika. Riket var möjligen mäktigare än Egypten. Under Egyptens mellersta rike hade egypterna än en gång börjat expandera in i nedre Nubien och de byggde fästningar längs med Nilen. Fästningarnas huvudsyfte var att beskydda handelsvägarna mellan Kerma och Egypten men de kan även ha varit tänkta att förhindra räder från Kerma mot egyptiskt territorium och kan tyda på att Egypten kände sig hotat av Kerma. Dock fortgick handeln mellan kungadömena och Kerma exporterade guld, nötkreatur, mjölkprodukter, ebenholts samt elfenben till Egypten. Kermas armé var uppbyggd runt bågskyttar.
Egyptisk kontroll över Nilen i nedre Nubien försvagades på 1700-talet f.Kr. vilket resulterade i att Kerma fick ökat inflytande och erövrade nya territorier i nedre Nubien. Under denna tid byggdes stora murar runt Kerma och palats av lertegel uppfördes. Kungarna av Kerma byggde även rika gravar och människooffer verkar ha varit del av begravningsriten. I och med intåget i nedre Nubien började militära konflikter att uppstå mellan Kerma och Egypten.
Under 1500-talet f.Kr. stod Kerma på sin absoluta höjdpunkt i makt och inflytande. De allierade sig med Hyksosfolken som erövrat nedre Egypten och försökte gemensamt krossa övre Egypten någon gång mellan 1575 f.Kr. och 1550 f.Kr. Kermas arméer skall ha segrat mot Egyptierna men istället för att erövra så plundrade de området och drog sig tillbaka till sitt hemland. Hade de stannat i övre Egypten, hade det antagligen inneburit slutet för det Egyptiska riket.
När det neoegyptiska riket uppstod efter att hyksosfolket besegrats ryckte egypterna än en gång in i nedre Nubien och erövrade området. De gjorde flera kampanjer vidare söderut vilket slutligen resulterade i att Kerma övertogs och riket annekterades av Egypten 1504 f.Kr. och egyptierna erövrade områden ända till Kurgus som låg söder om den fjärde katarakten. Nubien delades sedan upp så att det Egyptiska kungadömet höll kontrollen över nedre och mellersta Nubien och byggde staden Napata som fick symbolisera Egyptens sydliga gräns. Övre Nubien styrdes av en vicekung tillsatt av den egyptiske faraon. Nubien egyptifierades men under 220 år tvingades egyptierna slå ned flera uppror i området.

### Kush
Kush historia delas ofta upp i två eror, Napata-eran och Meroe-eran

#### Ursprung
Namnet Kush användes av Egypterna från perioden för mellersta Egyptiska riket för att beskriva Nubien i sin helhet och Nubierna kallades Kushiter. Första omnämningen kommer från skrifter om farao Mentuhotep II:s (cirka 2061–2010 f.Kr.) styre där han skall ha lett kampanjer mot Kush under sitt 29:e och 31:a år på tronen.
945 f.Kr. invaderade Libyska berber under Shoshenq I nedre Egypten och de erövrade området. Shoshenq I grundade den 22:a dynastin vilken skulle härska i Egypten i cirka 200 år. Genom att tillsätta familjemedlemmar på höga prästpositioner i Thebe lyckades Shoshenq I även ta makten i övre Egypten. På tidigt 700-tal f.Kr. hade den Libyska makten över Egypten börjat förfalla och en ny faraodynasti utropade sig i nedre Egypten vilket ledde till inbördeskrig. På grund av den kaotiska situationen i Egypten hade Egypterna nu helt dragit sig tillbaka från sina nubiska kolonier och i det maktvakuum de lämnat bakom sig hade flera stamledare tagit makten.
Cirka 785 f.Kr. lyckades en Nubier vid namn Alara ena de nubiska smårikena och han kröntes till farao av ett nygrundat Nubiskt rike. Alara gjorde den tidigare Egyptiska staden Napata till sin huvudstad och påbörjade därmed Napata-eran i Kush historia. Alara anses även vara grundare till vad som skulle bli Egyptens 25:e faraodynasti.

#### Napata-eran
Efter Alaras död efterträddes han av sin bror Kashta. Kashta lyckades genom politiskt manövrerande tillsätta sin dotter Amenirdis I som överprästinna i Amuntemplet i Thebe. Thebe var centrum för övre Egypten och makten där hade tillfallit prästerskapet. Genom att hans dotter var överprästinna kunde Kashta nu göra anspråk på övre Egypten och han tog makten i området. Införlivandet av övre Egypten med Kush verkar ha gått fredligt till och utan blodspillan men Kashta byggde flera fästningar i området för att ytterligare befästa sin kontroll. Kashta var den förste nubiske faraon som faktiskt hade makt över Egyptisk mark. Han anses därför vara den förste egyptiske faraon i den 25:e dynastin.

##### Piye
Kashta efterträddes av sin son Piye år 744 f.Kr. När Piye tog makten hade nedre Egypten splittrats till fyra mindre kungadömen styrda av kung Tefnakht av Sais, kung Nimlot av Hermopolis, kung Iuput II av Leontopolis samt Kung Osorkon IV av Tanis. Mellersta Egypten styrdes även det av en egen konung vid namn Peftjauawybast och hade sin huvudstad i Herakleopolis. Då kungarna i nedre Egypten kände sig hotade av det stora Kushiska riket skapade Tefnakht av Sais en koalition av kungadömena i nedre Egypten och lyckades även övertala kung Nimlot som tidigare varit allierad med Kush att byta sida. Koalitionsarmén marscherade under Piyes 20:e år som farao in i mellersta Egypten och belägrade kung Peftjauawybast i Herakleopolis. Peftjauawybast hade vägrat ställa sig på de fyra kungarnas sida och när hans rike invaderades skickade han bud till Piye och bad om hjälp. Piye svarade snabbt med att samla ihop en armé och bege sig in i mellersta Egypten. Han stannade endast kort i Thebe för att fira Opet-festivalen och fortsatte sedan till Herakleopolis där koalitionen krossades av den Kushitiska armén, Piye fortsatte sedan in i nedre Egypten där han belägrade Hermopolis i 5 månader innan kung Nimrod gav upp och öppnade sina portar. Efter det erövrade den Kushitiska armén Memphis vilket fick kung Iuput II och kung Osorkon IV att ge upp och underkasta sig faraon. Kung Tefnakht tog tillflykt till en ö i Nilen men förstod att han inte längre hade någon chans att vinna kriget. Han erkände sig via brev till Piye besegrad men vägrade personligen underkasta sig faraon. Piye var dock nöjd med det lyckade fälttåget och begav sig först tillbaka till Thebe med båt för att sedan fortsätta tillbaka till Napata". Piye skulle aldrig mer sätta sin fot i Egypten. Piye verkar ha ansett att kriget han fört mot de fyra kungadömena var ett heligt krig och han tvingade sina soldater att tvätta sig rituellt innan varje slag. Han utförde själv många offer till Amun.

##### Shabaka
Piye efterträddes av sin son alternativt bror Shebitku 714 f.Kr. När Piye besegrat nedre Egyptens kungar hade han inte gjort mycket för att säkra sin erövring utan han hade omgående lämnat området när kriget var vunnet. Kush inflytande sträckte sig till ökenoaserna norr om Thebe och till viss del till Herakleopolis där kung Peftjauawybast blivit Kushitisk vasallkung. Detta ledde till att de gamla härskarna i Nildeltat fortfarande kunde göra vad de ville utan att Piye hade någon insyn i deras styre. Detta utnyttjades särskilt av Tefnakht som började rusta upp sin armé igen. Piyes bror Shabaka beslutade sig för att rätta till detta misstag. Cirka 711–710 f.Kr. invaderade han nedre Egypten och besegrade där kungadömet Sais som nu styrdes av Tefnakhts son Bakenranef. Efter segern tog Shabaka Memphis som sin huvudstad och påbörjade diplomatiska förhandlingar med Assyriska imperiet under kung Sargon II. Shabaka ansågs nu själv som en farao och styrde Kush tillsammans med Shebitku. När Shebitku dog 705 f.Kr. blev Shabaka ensam farao för hela Kushiska riket i väntan på att Piyes son Taharqa skulle bli gammal nog att leda landet. I och med detta var nu hela Egypten enat som en del av Kush styrd av en Farao.

##### Taharqua
När Taharqa ärvde tronen 690 f.Kr. var Kush ett stort och mäktigt rike med en stor mängd resurser i både metaller och odlingsbar mark. Taharqa hoppades på att återta de sista gamla egyptiska kolonierna som gått förlorade på 900-talet f.Kr. då Assyrierna erövrat Levanten så när han var 20 år begav han sig över Sinaihalvön med sin armé. Till en början mötte fälttåget framgång och delar av Levanten erövrades. Vid slaget Eltekeh lyckades Taharaqa och hans allierade Hezekiah (Kung av Juda) tillfälligt hejda vad som skall ha varit en gigantisk Assyrisk armé under kung Sennacherib. Viktig tid köptes därmed till Juda huvudstad Jerusalem och när Assyrierna nådde staden var de redo att hålla ut. Assyriernas armé skall sedan under belägringen ha drabbats av pest vilket lett till att 185 000 assyriska soldater avled. Detta fick dem att bryta belägringen och de drog sig tillbaka till sina egna områden. Huruvida slaget vid Eltekeh påverkade den Assyriska armén har diskuterats. Detta då det främst verkar vara pest som besegrar Assyrierna och Assyriska källor uppger dessutom att Hezekiah tvingats betala tribut till Assyrien för att få dem att lämna hans rike.
Slaget vid Eltekeh hade dock visat omvärlden att Kush var en militär makt att räkna med och Assyriska tillbakadragandet gav riket en period av lugn och stabilitet. Kush hade nu erövrat alla områden som en gång varit Egyptiska och gott om regn under Taharqas 6:e år på tronen gav riket ett överflöd i årets skörd. Taharqa utnyttjade freden och den rika skörden till fullo. Gamla tempel restaurerades, Karnaktemplet byggdes ut och nya tempel byggdes i Kawa och Jebel Barkal. För första gången på 1000 år byggdes pyramider. De flesta i nuvarande Sudan och Taharqa lät bygga den största av dem vid Napata. Kush hade nu nått sitt absoluta zenit.
Freden skulle dock inte vara långvarig. 677 f.Kr. invaderade Assyrierna Egyptiska Kanaan, denna gång under kung Esarhaddon. Det hela började som ett fälttåg för att pacificera arabstammarna som levde runt döda havet men Esarhaddon kom att erövra de av Kush nyvunna territorierna. Efter att han slagit ned ett uppror i Ashkelon samlade Esarhaddon sina trupper och begav sig 674 f.Kr. in i nedre Egypten. Där besegrades han av Taharqa men efter tre år (671 f.Kr.) ledde Esarhaddon en ny invasion som lyckades. Esarhaddon intog och plundrade Memphis som var centra för nedre Egypten. Därefter tillsatte han Necho I som vasallkung av ett nytt Nildelta-kungadöme med huvudstad i Sais. Plundringen av Memphis var katastrofal för Taharqa och många av hans släktingar tillfångatogs. Däribland hans son Ushankhuru (Taharqa själv hade flytt söderut). Taharqa var dock inte passiv. Så snart som Esarhaddon lämnade Egypten började han finansiera upprorsmakare i nedre Egypten vilket ledde till fullskalig revolt mot Necho I. Under revolten invaderade Kush nedre Egypten igen och Taharqa lyckades återta Memphis och nedre Egypten.
När kung Esarhaddon hörde att Kush än en gång tagit makten i nedre Egypten marscherade han genast mot området. Dock dog han på vägen i Palestina och hans son Ashurbanipal fick istället kontrollen över armén. Taharqa mötte Ashurbanipal i nedre Egypten med sin armé men besegrades och tvingades fly till Thebe. 664 f.Kr. avled Taharqa i Thebe. Han fördes till Nuri och begravdes där. Ashurbanipal återinsatte Necho I som vasallkung av nedre Egypten och lämnade sedan landet.

##### Tantamani
Taharqa efterträddes av sin kusin Tantamani som var son till Shabaka. 663 f.Kr. invaderade den kushitiska armén under Tantamani åter igen nedre Egypten och besegrade kung Necho I. Kush hade därmed än en gång kontroll över Egypten. Assyriernas svar var dock snabbt. Under invasionen hade Necho I avrättats vilket assyrierna använde som Casus belli då han var deras representant i området. Assyrierna hade nu en stark militär närvaro i Kanaan och denna armé kunde snabbt ge sig in nedre Egypten. I Nildeltat besegrade de Tantamanis arme och drog sedan vidare upp genom Egypten ända till Thebe som de intog och plundrade. Thebe återhämtade sig aldrig som stad och plundringen anses ha varit slutet på Kushitisk kontroll över Egypten. Tantamani själv hade innan plundringen av Thebe flytt tillbaka till Napata och trots att han lämnat området ansågs han fortfarande vara kung över Thebe och övre Egypten fram tills 656 f.Kr. när Psamtik I som nu blivit tillsatt av Assyrierna som vasallkung av Sais tog sin flotta uppför Nilen och erövrade Thebe. Erövringen skall ha gått fredligt till utan motstånd eller blodspillan men det innebar att Kush nu förlorat allt Egyptiskt territorium. De var tillbaka till samma gränser som de haft i början av 785 f.Kr. när Alara grundade kungadömet. Tantamani avled 653 f.Kr. och med honom dog den 25:e dynastin av Egypten ut. Han efterträddes av Taharquas son Atlanersa. Trots att Kush fördrivits förblev stor del av adeln i Thebe av Nubiskt ursprung. I Kush fortsatte kungarna använda sig av titlarna "Son av Ra" och "Kung av nedre och övre Egypten".
Efter Tantamanis död innehades tronen i Kush av en rad kungar som vi inte vet mycket om och Kush i sig verkar inte längre delta aktivt i utrikesaffärer. De verkar ha bedrivit fortsatt handel med Egypten som nu var vasallstat till Assyriska imperiet. Kungarna var:
Atlanersa (653–640 f.Kr) Han skall ha byggt ett tempel i syfte att gudarna som tack för detta skulle ge honom kontroll över Egypten igen.
Senkamanisken (640–620 f.Kr.) 
Anlamani (620–600 f.Kr) som skall ha besegrat nomadstammar i Kawaområdet.
Aspelta (600–580 f.Kr) Bytte huvudstad från Napata till Meroe.

#### Meroe-eran
Aspelta tros ha kommit till makten cirka 600 f.Kr. och kan ha varit son till Senkamanisken. Under hans tid på tronen invaderades Kush av Siaskungen (numera Farao av Egypten) Psamtik II. Psamtik II drev Aspelta på flykten och plundrade Kush huvudstad Napata men drog sig sedan tillbaka till övre Egypten. Efter detta beslutade Aspelta att huvudstaden i riket istället skulle vara den långt sydligare staden Meroe. Meroe var en strategiskt väl vald stad att ha som huvudstad. Utöver att staden låg långt från den Egyptiska gränsen var området bördigt och det fanns både järnmalm och skog att bruka. Från Meroe var det dessutom närmare till handelsvägarna i Röda havet. Dessa handelsvägar blev nu allt viktigare då Kush i och med plundringen av Napata helt bröt sina förbindelser med Egypten. Dock skulle det ta lång tid innan Meroe helt övertog Napata plats som huvudstad.
530 invaderade Perserna norra Kush efter att de erövrat Egypten. De anlade en fästning vid Dorginarti vid Nilens andra Katarakt vilket kom att utgöra Perserrikets sydligaste gräns. Både Napata och Meroe låg dock långt söder om denna gräns.
Cirka 300 f.Kr. anses vara den tid då överförandet av huvudstaden från Napata till Meroe var helt avklarat. Detta då det är då Kushitiska kungar börjas begravas vid staden. Orsaken till att det tog sådan tid tros ha varit att prästerskapet i Napata varit otroligt mäktigt och därmed kontrollerat Kush kungar. Enligt den grekiske historikern Diodorus Siculus skall en Kushitisk kung vid namn Ergamenes slutligen ha trotsat prästerna och låtit avrätta dem. Historiker idag tror att historien egentligen handlar om kung Arqamani som levde i början av 300-talet f.Kr. Detta då han är den förste Kushitiske konung som begravs vid Meroe. Under denna tid hade Kush även slutat använda egyptiska Hieroglyfer utan använde sig nu av ett eget alfabet. hittills har 1278 skrifter skrivna med detta alfabet hittats men endast några få ord har kunnat översättas.
Den grekiske historikern Strabo skriver om att Kush under nollhundratalet f.Kr. skall ha legat i krig med det romerska Egypten. Kandake Amanirenas skall då ha invaderat Egypten och haft viss militär framgång innan hon besegrades av Romarna under general Petronius som i sin tur invaderade och plundrade Napata. Napatas förstörelse verkar dock inte ha påverkat Kush avsevärt och det hade heller ingen avskräckande effekt på Amanirenas. Snarare verkar invasionen ha blåst liv i Kush som under Amanirenas samlade en stor här och tågade mot Egypten med målet att inta Qasr Ibrim.
Petronius förvarnades dock om det stundande anfallet och han nådde Qasr Ibrim innan Amanirenas och stärkte stadens försvar. Själva slaget eller belägringen finns det inget nedtecknat om men det verkar som att Kush slutligen velat förhandla om fred. Petronius som vid det läget hade fått nog av att strida mot invaderande Nubier gick med på fredsavtalet och handeln mellan de båda rikena ökade.
Kejsare Nero kan ha planerat en invasion av Kush innan sin död år 68. År 66 hade han skickat 2 centurion (cirka 200 man) upp längs med Nilen för att finna dess källa.
På 00- samt 100-talet började Kush att förfalla. Flera krig mot Rom och fallande efterfrågan på deras handelsvaror slet sakta ut riket. På 350-talet invaderades Kush från söder av kungariket Aksum och riket kollapsade.

### Kristna Nubien
Cirka 350 e.Kr. hade vad som en gång varit Kush helt kollapsat. Vid denna tid hade kristendomen sakta fått mer och mer inflytande i riket och den Egyptiska religionen som Nubierna tidigare haft, hade nu nästan försvunnit. I Kush ställe uppstod efter fallet tre kungadömen. I Norr låg Nobatia med sin huvudstad Pachoras, i mitten låg Makuria med sin huvudstad "gamla Dongala" och i söder låg Alodia med sin huvudstad Soba. Nobatia skall ha innehaft kristendom senast år 373 e.Kr. då biskop Athanasius av Alexandria utser en Marcus som biskop för Philae som låg i riket. År 545 e.Kr. skall kungen av Nobatia och hans hov ha konverterat till kristendom. Nobatia följdes av Makuria och Alodia som även de kristnades några årtionden efter men vilket år detta var är omdiskuterat. År 719 e.Kr. förklarade sig Nubiska kyrkan som del av den Koptisk-ortodoxa kyrkan.
På 600-talet e.Kr. hade Makuria blivit den dominerande makten i Nubien och riket var starkt nog att stoppa den muslimska expansionen efter att Egypten fallit till araberna. Efter flera misslyckade arabiska invasioner slöts ett fredsavtal i Dongala som baserades på fredlig samexistens och handel samt att Nubierna gav ett årligt tribut slavar och andra handelsvaror till guvernören av Aswan. Avtalet skulle hålla i 600 år och innehöll även att nubiska slavar som lyckades fly fick återvända till Nubien. Nubiens export under denna tid var i huvudsak slavar och dadlar men även elfenben och guld exporterades. Nubierna importerade i sin tur keramik, textiler och glas. 709 e.Kr hade Makuria annekterat Nobatia.
Medan tiden gick introducerade arabiska handelsmän Islam till de Nubiska kungadömena och religionen växte sakta men säkert. År 1272 hade Makuria slutat betala sin slavtribut vilket ledde till att de Egyptiska mameluckerna invaderade riket. de lyckades erövra halva Nubien och förklarade sig som härskare där. Detta innebar slutet för Makuria och vid år 1317 e.Kr. hade katedralen i Dongala konverterats till moské. Kvar var nu enbart Alodia som det sista Nubiska kungadömet.
Makurias fall hade tagit bort den buffert som tidigare funnits mellan Alodia och de muslimska rikena och resultatet blev en massiv invandring av arabiska stammar och konverterade Nubier som följde Nilen söderut.. Alodia drabbades under mitten av 1300-talet av en pest som ytterligare försvagade dem. I början lyckades Alodia hålla någorlunda kontroll över de invandrande stammarna men 1474 verkar de arabiska stammarna ha grundat egna städer i riket som Alodia inte hade någon makt över. Utöver detta skedde flera anfall från de arabiska rikena i norr som sakta bröt ned Alodias militära kapacitet. I början av 1500-talet e.Kr. var situationen i Alodia katastrofal. De saknade då kung och landet styrdes av cirka 150 lokala härskare (både kristna och muslimer) som baserade sig i sina fästningar. År 1509 hade Abdallah Jammah enat de arabiska stammarna i Alodia i uppror mot Alodia. De vägrade styras eller beskattas av kristna. Adballahs samlade styrkor började röra sig mot huvudstaden Soba där biskopen av Soba som reaktion samlade en här av kristna Nubier och förklarade heligt krig mot araberna och de muslimska nubierna. Biskopen besegrades dock, Soba intogs och brändes av arabstammarna och dess befolkning förslavades. Efter Alodias fall uppstod flera småkungadömen i Nubien. De kungadömen som låg i forna Alodia införlivades i Funji sultanatet medan de områden som låg i norr fortsatte tillhöra Egypten. Under tidigt 1800-tal erövrades hela forna Nubien av Osmaner och blev del av riket. Området tillföll efter osmanska rikets fall det anglo-egyptiska kondominatet, Anglo-egyptiska Sudan. Idag är nedre Nubien del av Egypten och mellersta samt övre Nubien del av Sudan och det är i dessa länder de som de flesta nubierna fortfarande lever. Framförallt lever de i områdena norr om Aswan längsmed Nilens västbank samt på ön Elefantine. Många nubier bor även i större städer så som Kairo.